# 잡는꼬리쥐
잡는꼬리쥐(Pogonomys macrourus mollipilosus)는 쥐과에 속하는 설치류의 일종으로 밤색나무쥐의 아종이다. 뉴기니섬에서 발견되며, 오스트레일리아 퀸즐랜드주의 열대 우림에서도 서식한다.